# Карлтон (Мичиген)
Карлтон (енгл. Carleton) град је у америчкој савезној држави Мичиген.

## Демографија
По попису из 2010. године број становника је 2.345, што је 217 (-8,5%) становника мање него 2000. године.
| Група             | 2000.         | 2010.         |
| Белци             | 2.442 (95,3%) | 2.226 (94,9%) |
| Афроамериканци    | 1 (0,0%)      | 5 (0,2%)      |
| Азијати           | 6 (0,2%)      | 16 (0,7%)     |
| Хиспаноамериканци | 48 (1,9%)     | 47 (2,0%)     |
| Укупно            | 2.562         | 2.345         |